# Adélaïde Binart
Adélaïde Binart, dite Lenoir après son mariage, née le 9 mars 1769 et morte en septembre 1832, est une peintre néoclassique française.

## Biographie
Adélaïde Binart se forme auprès de Jean-Baptiste Regnault et de Gabriel-François Doyen. Son œuvre est composée en majeure partie de portraits. Elle participe au Salon de 1795 à 1817.
En 1794, elle épouse Alexandre Lenoir, avec qui elle a trois enfants : Zélia (1795-1813), Albert (1801-1891) et Clodomir (1804-1887). Son atelier était situé dans l’ancien couvent des Petits-Augustins, que son mari transforma en musée des monuments français (1795).
On connaît ses traits par trois portraits : à 27 ans par Marie-Geneviève Bouliard (1796, Paris, musée Carnavalet), à 30 ans par Pierre-Maximilien Delafontaine, où elle est représentée en compagnie de son mari Alexandre Lenoir et sa fille Zélia (exposé au Salon de 1799 [no 68], à 40 ans (1809) par Jacques-Louis David dont elle était une intime (Paris, musée du Louvre).

## Œuvres
- 1795, Tête d'étude

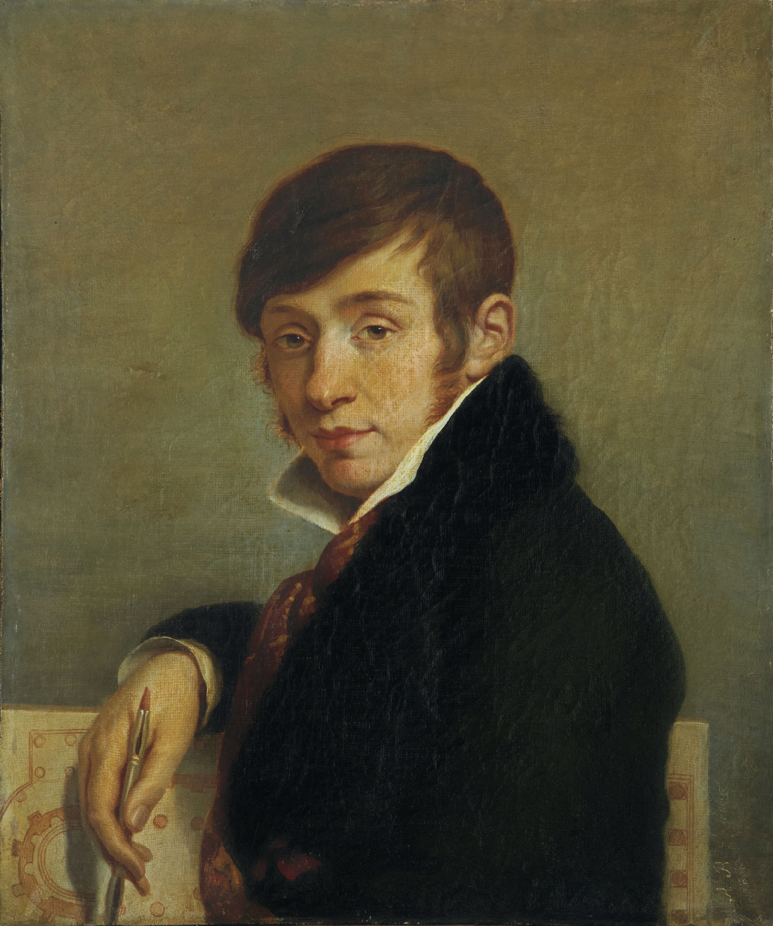
Portrait d’un architecte (peut-être Charles-François Dupuis), 1806, huile sur toile

- 1799, Portrait du citoyen Gauthier de Claubri, chirurgien, no 211 au catalogue du Salon de 1799
- 1799, Portrait d'une jeune personne, no 212 au catalogue du Salon de 1799
- 1799, Portrait du citoyen Sage, démonstrateur de chimie à la Monnaie, no 213 au catalogue du Salon de 1799, no 32 au catalogue du Salon de 1800
- 1800, Portrait du citoyen P. Claude Binart, père de l'auteur
- 1801, Une dame assise avec ses enfants
- 1804, Euterpe dans un fond de paysage
- 1808, Portrait de M. Dupuis, membre de l'Institut
- 1816, Portrait de Mme Pasté et Mme Rey sa fille
- 1816, Portrait de Zélia, à 18 ans
- 1817, Portrait en pied d'un enfant de 4 ans. Il se dispose à monter un cheval de bois. (no 518) Il s'agit de M. Dufour de Neuville enfant.
- 1817, Portrait de feu M. Collineau-Peltereau, ancien bijoutier de S. A. R. Monsieur. (no 519)
- Portrait de M. Foubert, administrateur du Musée du Louvre
- Portrait de M. Happey, directeur de l'Administration royale des eaux clarifiées
- Portrait de M. Dufour père, conseiller à la Cour d'appel
- Portrait de M. Coste, conseiller à la Cour royale de Caen
- Portrait de M. Champein, auteur de la Mélomanie
- Portrait de Mmes Julie et Rose de Frenays
- Portrait de Mme Duplantys
- Portrait de Mme Laugier
- Portrait de M. Viette, musicien